# Enrico Calesso

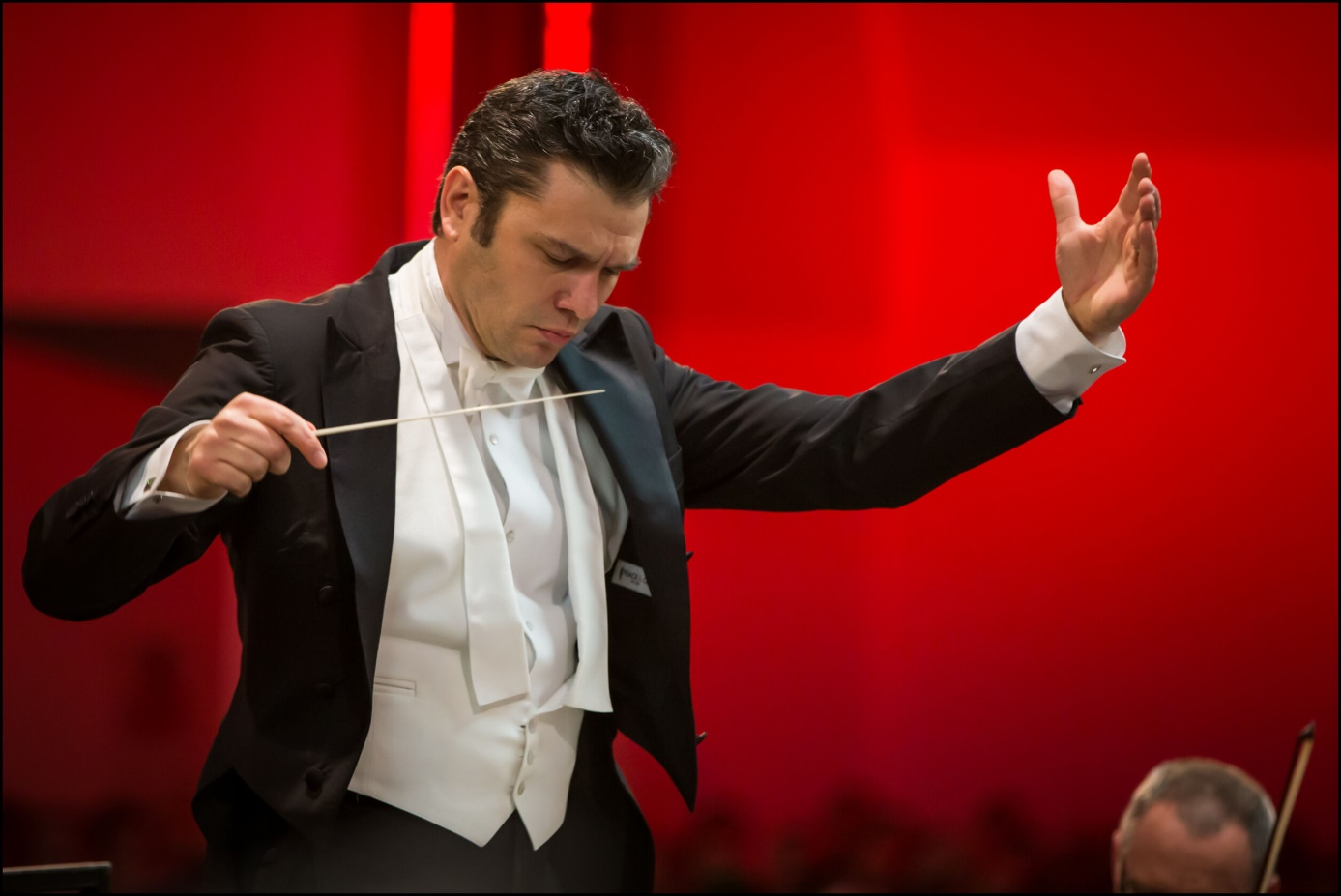
Enrico Calesso

Enrico Calesso (geboren 4. November 1974 in Treviso) ist ein italienischer Dirigent und Pianist, Musikdirektor des Teatro Giuseppe Verdi in Triest und Generalmusikdirektor des Mainfranken Theater Würzburg sowie ständiger Gastdirigent am Landestheater Linz.

## Laufbahn
Calesso studierte am Konservatorium Benedetto Marcello in Venedig zunächst Klavier. Außerdem studierte er an der Universität Venedig Philosophie bei Emanuele Severino. 2000 bis 2005 absolvierte er an der Universität für Musik und Darstellende Kunst in Wien ein Dirigentenstudium bei Uroš Lajovic. Während seiner Ausbildung wirkte er bei Opernensembles als musikalischer Assistent mit, darunter bei den Bregenzer Festspielen und den Wiener Festwochen. Anschließend war er Assistent bei Ulf Schirmer.
Von 2008 bis 2010 war Calesso Leiter von Opernproduktionen in der Oper Klosterneuburg Niederösterreich. Von 2007 bis 2010 war er am Theater Erfurt als Assistent des Generalmusikdirektors Walter Gugerbauer engagiert. 2010 ging er als 1. Kapellmeister an das Mainfranken Theater Würzburg und wurde dort 2011 Generalmusikdirektor. In der Saison 2011/12 arbeitete er mit den Bregenzer Festspielen (Österreich) zusammen und dirigierte dort Aufführungen von Andrea Chénier.
Enrico Calesso dirigierte Orchester wie das Gewandhausorchester Leipzig, das Orchestra del Maggio Musicale Fiorentino, das Orchestra del Teatro La Fenice, das Orchestra del Teatro Giuseppe Verdi in Triest, das Orchestra del Teatro Lirico di Cagliari, die Wiener Symphoniker, das Bruckner Orchester Linz, das Orchestra della Svizzera italiana, das ORF Radio-Symphonieorchester Wien, das Orchestra del Puccini Festival Torre del Lago, das Haydn-Orchester Bozen und Trient, das Berner Symphonie-Orchester, die Neue Philharmonie Westfalen, das Kammerorchester Mantua, die Münchner Symphoniker, die Staatskapelle Schwerin, die Norddeutsche Philharmonie, die Jenaer Philharmonie, die Nordwestdeutsche Philharmonie, das Philharmonische Orchester Erfurt, das Orchestre Symphonique de Mulhouse und das Rzeszow Symphony Orchestra.

## Aufnahmen (Auswahl)
- Nana von Manfred Gurlitt, Ensemble des Theaters Erfurt (2010)